# 桑弧
桑弧（1916年12月22日—2004年9月1日），本名李培林，男，浙江宁波人，生于上海，中国导演、编剧，原上海电影家协会副主席。擅长自编自导，导演、编剧的多部作品在国内外获奖。导演代表作有《不了情》、《太太万岁》与《祝福》等。

## 生平
年轻时李培林理想是做一名新闻记者，但他於1934年考入位於外滩的中国银行当练习生，业余爱好京剧以及麒派艺术，並以“醉芳”为笔名写些戏评。1935年他認識了周信芳。中國抗日戰爭爆发后，他又因周信芳的介绍而认识了导演朱石麟。1941年他第一次以“桑弧”为笔名创作了剧本《灵与肉》，与后面创作的《人约黄昏后》、《洞房花烛夜》先后被朱石麟拍攝成電影。据说桑弧艺名源自“当年蓬矢桑弧意，岂为功名始读书”。
从他1944年导演的首部电影《教师万岁》开始就关注于市井小人物的生活，1946年8月成為文華影片公司的導演。而之后又与张爱玲合作推出電影《不了情》、《太太万岁》，后作当时被稱为“1947年度银坛压卷之作”。因女主角张瑞芳久治不愈的肺结核以及第二次國共內戰的緣故，桑弧与张爱玲三度合作、预备于1948年拍摄《金锁记》的计划宣告流产。
1949年其拍攝的電影《哀乐中年》上映。中华人民共和国成立后，桑弧拍摄的中国第一部彩色戏曲片《梁山伯与祝英台》、第一部彩色故事片《祝福》、第一部立体电影《魔术师的奇遇》仍获得了多个国际影展的奖项。
文化大革命开始后，桑弧遭到了轮番批斗，桑弧一度表示“此生再也不拍电影”。
文革结束后，1983年桑弧编剧的水墨动画片《鹿铃》获得莫斯卡国际电影节动画片特别奖和中国电影金鸡奖最佳美术片。

## 作品
| 拍摄时间 | 片名           | 职务       | 備註           |
| 1941年   | 灵与肉         | 编剧       |                |
| 1942年   | 人约黄昏后     | 编剧       |                |
| 1942年   | 洞房花烛夜     | 编剧       |                |
| 1943年   | 侬本痴情       | 编剧       |                |
| 1944年   | 教师万岁       | 导演、编剧 |                |
| 1945年   | 人海双珠       | 导演、编剧 |                |
| 1947年   | 不了情         | 导演       | 张爱玲编剧     |
| 1947年   | 假凤虚凰       | 编剧       |                |
| 1947年   | 太太万岁       | 导演       | 张爱玲编剧     |
| 1949年   | 哀乐中年       | 导演、编剧 |                |
| 1949年   | 越剧精华       | 导演       |                |
| 1950年   | 太平春         | 导演、编剧 |                |
| 1951年   | 有一家人家     | 导演       |                |
| 1954年   | 梁山伯与祝英台 | 导演、编剧 |                |
| 1955年   | 天仙配         | 编剧       |                |
| 1956年   | 祝福           | 导演       | 改编自鲁迅小说 |
| 1956年   | 宋士杰         | 编剧       |                |
| 1958年   | 英雄赶派克     | 导演、编剧 |                |
| 1959年   | 春满人间       | 导演、编剧 |                |
| 1962年   | 魔术师的奇遇   | 导演、编剧 |                |
| 1963年   | 柳荫记         | 编剧       |                |
| 1963年   | 槐荫记         | 编剧       |                |
| 1965年   | 上海之春       | 导演       |                |
| 1974年   | 无影灯下颂银针 | 导演       |                |
| 1975年   | 第二个春天     | 导演       |                |
| 1979年   | 她俩和他俩     | 导演、编剧 |                |
| 1981年   | 子夜           | 导演、编剧 |                |
| 1982年   | 鹿铃           | 编剧       |                |
| 1983年   | 浪花细沙       | 艺术指导   |                |
| 1984年   | 邮缘           | 导演、编剧 |                |
| 1986年   | 女局长的男朋友 | 导演、编剧 |                |

## 榮譽
- 1954年 第八届捷克卡罗维发利国际电影节最佳音乐影片：《梁山伯与祝英台》
- 1955年 第九届英国爱丁堡国际电影节映主奖：《梁山伯与祝英台》
- 1957年 中华人民共和国文化部优秀影片金奖：《梁山伯与祝英台》
- 1957年 第十届捷克卡罗维发利国际电影节特别奖：《祝福》
- 1958年 墨西哥国际电影节银帽奖：《祝福》
- 1979年 中华人民共和国文化部优秀影片奖：《她俩和他俩》
- 1984年 中华人民共和国文化部优秀影片奖：《邮缘》